# Herr Storms første Monocle
Herr Storms første Monocle er en dansk stum komediefilm fra 1911 produceret af Nordisk Films Kompagni og instrueret af August Blom efter manuskript af Axel Breidahl.
Filmen havde dansk premiere den 24. oktober 1911 i Biograf-Theatret og blev distribueret i tysktalende lande som Herrn Storms erstes Monocle.

## Handling
Herr Storm ser en bekendt med en monokel, og beslutter sig for, at han også vil have en, som han kan tage på til den store fest samme aften på Hotel Continental. Han får købt en monokel, men kan ikke få den til at sidde fast. Han sætter den fast med fiskelim, og går til festen, men kan intet se, og han laver den ene ulykke efter den anden.

## Medvirkende
- Elna From
- Zanny Petersen
- Otto Detlefsen
- Axel Breidahl
- H.C. Nilsen
- Franz Skondrup
- Aage Lorentzen
- Julie Henriksen
- Frederik Buch
- Rigmor Jerichau
- Carl Lauritzen